# Lovin On Me
Lovin On Me is een nummer van de Amerikaanse rapper Jack Harlow uit 2023.
In "Lovin On Me" zegt Jack Harlow dat hij op zoek is naar een wilde liefdesaffaire. Hij wil experimenteren en nieuwe dingen proberen in de slaapkamer, maar maakt duidelijk dat hij niet geïnteresseerd is in iets dat te extreem is. Het nummer wist in veel landen de hitlijsten te bereiken. Het werd een nummer 1-hit in onder andere de Amerikaanse Billboard Hot 100 en het Verenigd Koninkrijk. In de Nederlandse Top 40 kwam het tot de 28e positie.

## Tracklijst
Muziekdownload
1. "Lovin On Me" - 2:18